# Muscolo stiloioideo
Il muscolo stiloioideo è un muscolo fusiforme del collo, del gruppo dei muscoli sopraioidei.
Lo stiloioideo è innervato dal nervo facciale; contraendosi solleva e arretra lo ioide(durante la deglutizione) e contribuisce all'abbassamento della mandibola. Il muscolo stiloioideo contribuisce alla fonetica quando lavora con gli altri muscoli sopraioidei (stiloioideo, digastrico, miloioideo e genioioideo) e contribuisce alla fissazione dell'osso ioide quando si lavorano gli altri muscoli sopraioidei e infraioidei.

## Origine e inserzione
Origina dalla superficie postero-laterale del processo stiloideo dell'osso temporale e si porta in basso e in avanti, anteriormente al ventre posteriore del muscolo digastrico.
Dopo essersi diviso in due capi, si inserisce sull'estremità laterale del corpo dell'osso ioide, sopra al muscolo omoioideo, avvolgendo il tendine intermedio del muscolo digastrico.